# طفرة الخلية الجنسية

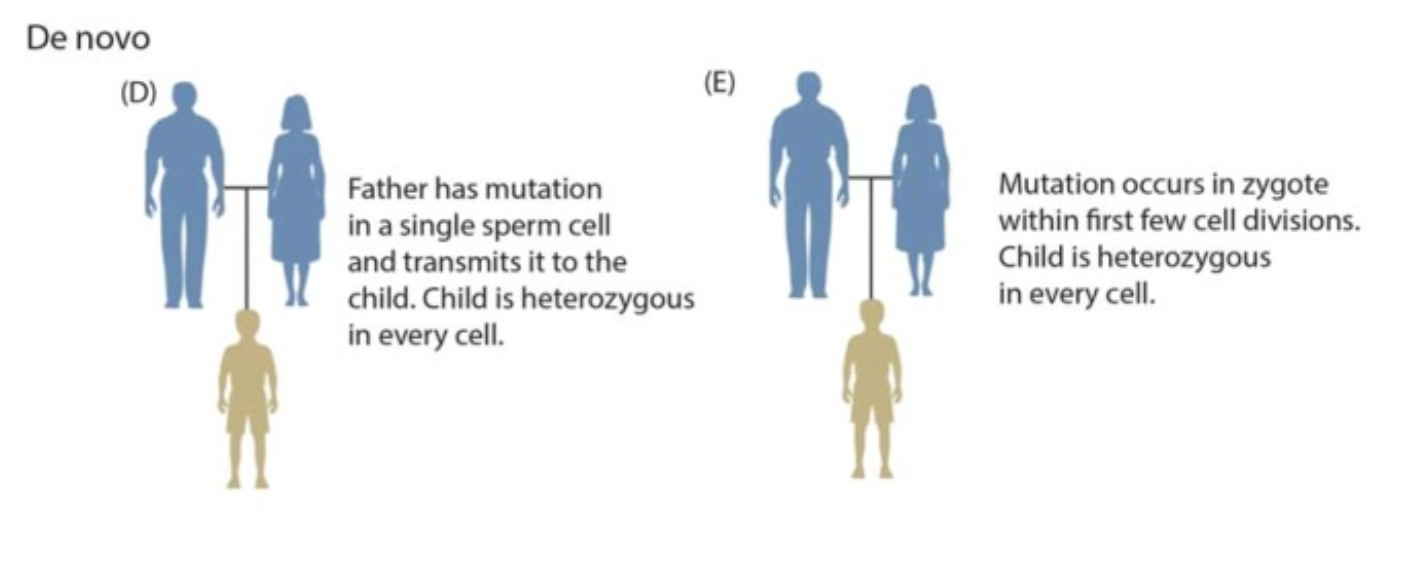
انتقال طفرة جديدة في الخلايا الجنسية للنسل

طفرة إنتاشية (بالإنجليزية: Germline mutation)‏ أو طفرة الخلية الجنسية (بالإنجليزية: Germinal mutation)‏، هي أي تغيرٍ قابلٍ للكشف في الخلايا الجنسية (الخلايا التي عند تطورها بشكلٍ كامل تُصبح حيوان منوي وبويضة). الطفرات في هذه الخلايا تُعتبر الطفرات الوحيدة التي قد تنتقل إلى النَسل، وذلك عندما تتحد خلية بيضية أو حيوان منوي مُصاب بالطفرة مع بعضها لتُشكل بويضة مخصبة. بعد حدوث الإخصاب، تنقسم الخلايا الجنسية بسرعةٍ لإنتاج جميع خلايا الجسم، مما يؤدي لظهور الطفرة في جميع الخلايا الجسدية والجنسية في النسل، وهذا ما يُعرف بالطفرة البنيوية. تختلف الطفرة الإنتاشية عن الطفرة الجسدية.